# 張瑛 (蜀漢)
張瑛（254年—?），巴郡南充國人（今四川南充）三國時期蜀國人物，為蜀漢名將張嶷之子，張護雄之兄，蜀漢延熙十七年襲爵西鄉侯。

## 人物生平
《三国志》中記載：「（张嶷）既亡，封長子瑛（张瑛）西鄉侯，次子護雄襲爵。」

## 親屬
- 父親：蜀漢蕩寇將軍張嶷
- 兄弟：張護雄，張嶷次子，封關內侯。